# Ущелье Печального дракона
«Уще́лье Печа́льного драко́на» — фантастическая повесть (автор называл её «историко-фантастическим романом») философа-эзотерика В. Н. Дёмина. Автором датирована 1972 годом, в сокращённом виде была напечатана в сборнике «Фантастика-81» издательства «Молодая гвардия», полный вариант увидел свет за счёт автора в 1989 году в издательстве «Прометей» в составе одноимённого сборника фантастической прозы. Повесть получила негативные критические отзывы, так как излагала собственные эзотерические теории В. Н. Дёмина, впоследствии развитые в его книгах о гиперборейской цивилизации и философии космизма. В 2006 году повесть составила вторую половину авторской книги о существовании драконов.
«Ущелье Печального дракона» включает две части и эпилог. Основная сюжетная линия разворачивается вокруг тайны существования древней цивилизации драконов, создавших в незапамятные времена высокоразвитую технику и открывших эликсир бессмертия. Их тайна содержится в рукописи монаха XIII века, которая оказалась в руках исследователей XX века. Советский учёный-этнограф, от лица которого ведётся повествование, открывает на Памире следы невообразимо древней нечеловеческой цивилизации. Встреченный им немец Керн помогает отыскать дневник францисканца Альбрехта Роха, отправленного королём Людовиком IX на поиски царства Пресвитера Иоанна, и встретившегося с последними драконами и зороастрийцами — хранителями их наследия. Действие финала относится к ледниковому периоду: для борьбы с оледенением древняя разумная раса драконов передала часть своих технических достижений только что появившимся людям. Они злоупотребили эликсиром — сомой (который является сильным наркотиком), так что подобный богам бессмертный обращается в свою противоположность — безумного демона. Вероятно, такой же финал ожидает мудрых рептилий. Старый дракон завершает повествование утверждением, что «…если и суждено когда-нибудь погибнуть змееящерам, что ж — на земле останутся люди. Разум не может умереть. Разум должен жить!»

## Сюжет
Повесть «Ущелье Печального дракона» включает десять глав, имеющих собственные названия, и эпилог. В издании 1989 года было две части по пяти глав в каждой. Сюжет линейный, действие основной линии разворачивается приблизительно в 1970-е годы (точные даты не указаны), из флешбэков раскрываются события середины XIII века, эпилог отнесён к последнему ледниковому периоду.

### Часть 1
Главный герой, имя которого не называется в течение всего действия, — этнограф, специалист одного из научных институтов Академии наук СССР. Согласившись на авантюру коллеги-археолога с исследованием пещеры, обнаруженной далеко в Памирских горах геологами, он понял, что ожидавшейся сенсации не произошло: вместо стоянки неандертальцев обнаружились останки зороастрийского храма эпохи средневековья. Впрочем, близ храма у водопада обнаружилась таинственная надпись на скале, состоящая из треугольных знаков, расположенных спиралью. Сосед главного героя — журналист-практикант — раздул из этой находки сенсационный материал, благодаря которому на этнографа вышел немец-эрудит по фамилии Керн, показавший ему бронзовую чашу-светильник с такими же треугольными письменами на дне. Керн — уроженец Кёнигсберга, востоковед, в 19-летнем возрасте призванный в разведшколу со специализацией по Индии. Весной 1945 года он затаился от наступавших советских войск в средневековой часовне. В гробу отшельника XIII века Альбрехта Роха, которому поклонялись, как святому, он обнаружил его дневник и бронзовый светильник. Керн и главный герой отправляются в Калининградскую область, и на месте давних боёв в нетронутом бункере вновь находят покоробившуюся рукопись Роха.
Францисканец Альбрехт Рох был направлен королём Людовиком IX в таинственный центр Азии, чтобы отыскать царство Пресвитера Иоанна и найти помощь против наступающих войск монгольских ханов. Рох был сыном немецкого купца, осевшего в Лангедоке, ещё в ранние годы оказался свидетелем истребления альбигойцев, и далее, захваченный порывом, участвовал в крестовом походе детей. Проведя семь лет в рабстве у гуманного хозяина, он освоил в совершенстве арабский язык и получил обширные познания в мусульманских науках. Во время осады Дамьетты он бежал в лагерь крестоносцев, и далее был направлен в Парижский университет. Не ужившись со схоластами, Рох вступил во Францисканский орден и стал известен при королевском дворе. Именно его король Людовик избрал для путешествия в глубины Азии — в Кашгар, где, предположительно, обитал Пресвитер Иоанн. По пути Альбрехт попал в плен к исмаилитам, и оказался в одном подземелье со старым зороастрийским жрецом, которого пытками хотели заставить выдать некую тайну, а после отказа ослепили. Однако жрец настаивал, чтобы стражи пополняли маслом неугасимый светильник, в противном случае отказываясь есть и пить. После того, как их освободили монголы, жрец предложил монаху проводить его на Памир, в тайный храм у Тёплого озера, где хранилась последняя полная рукопись Авесты и обитал разумный дракон, которого Рох принял за самого сатану. Монах убедился, что жрецы узнали от дракона тайну эликсира бессмертия, за которым охотились исмаилиты Аламута и приближённые чагатайской ханши Эргэнэ. На неё работает киданин-манихеец по имени Куман, который и рассказал Роху о тайне храма. В конечном итоге Альбрехту удалось вернуться во владения Тевтонского ордена, где он денно и нощно пытался отмолить грех дьявольского искушения, но сохранил бронзовый светильник старого жреца как напоминание.

### Часть 2

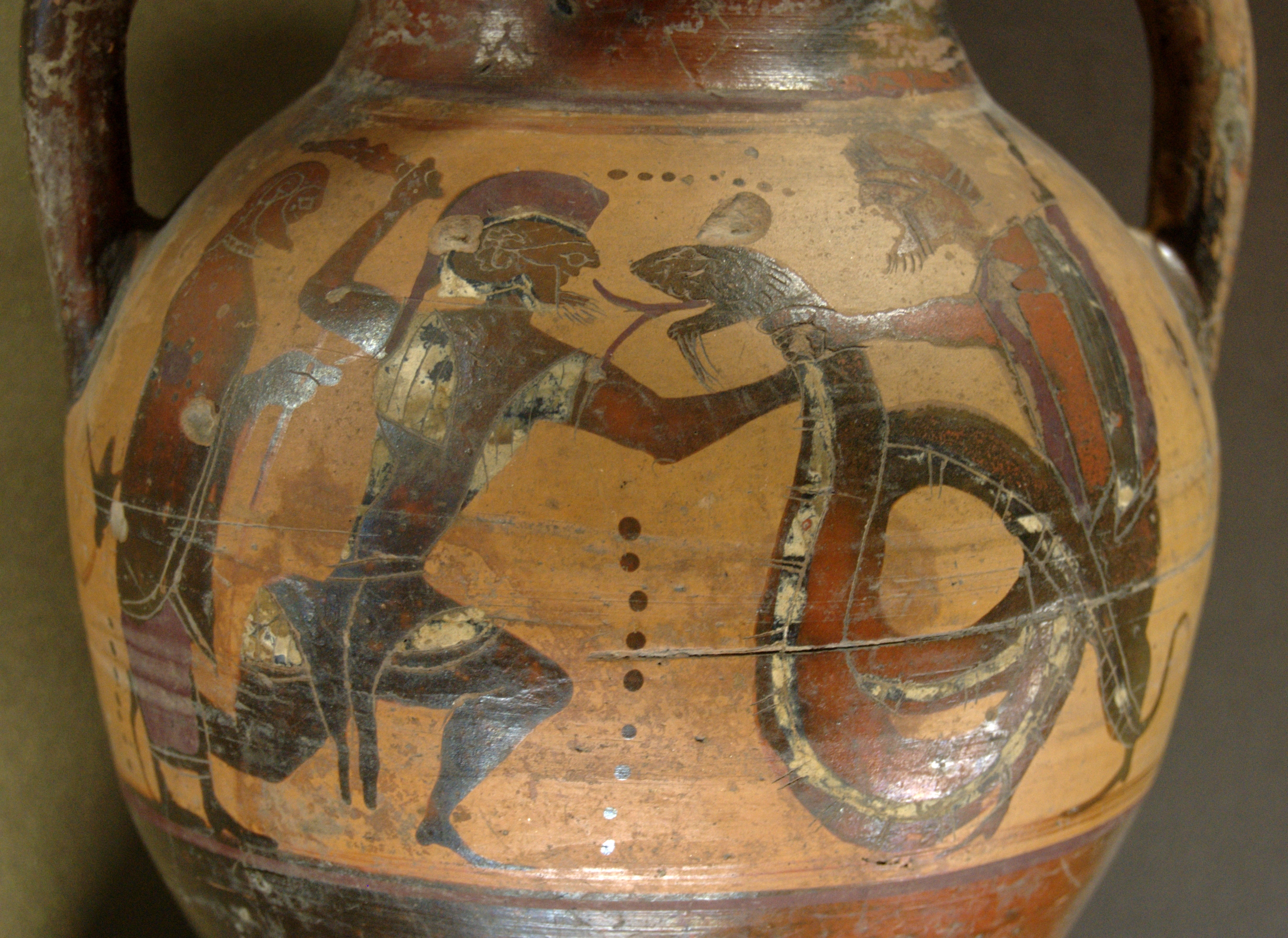
Кадм убивает дракона. Чернофигурная амфора из Лувра. VI век до н. э.

Керн и этнограф решили вдвоём вернуться на место находки на Памире, поскольку могли воспользоваться запасами топлива и пищи, брошенными во время предыдущих неудачных раскопок. По описанию из рукописи Альбрехта Роха, озеро — место содержания дракона, было отделено от храма высоким скальным уступом, на который жрецов поднимали в корзине на верёвках. Чтобы преодолеть уступ, Керн забрал из бункера разведчиков хорошо сохранившийся шпионский портативный воздушный шар. По пути он объясняет этнографу метод реконструкции праистории по фольклорным данным и поясняет, что эликсир бессмертия — сома или хаома — действительно существует. В древности, человек, овладевший тайной бессмертия, считался божеством: «Как и люди, они нуждались в питье и пище. Как и люди — любили, страдали, завидовали, ненавидели, враждовали друг с другом. Помимо прочего, они и умирали — эти боги. Ещё при жизни Цицерона на Крите показывали могилу Зевса». Появление в зороастризме формулы отречения от прежних богов — дэвов — объяснялось, прежде всего, тем, что в глубокой древности бессмертие было доступно правителям.

К чему должно привести неограниченное продление такого бессмысленного существования, когда непрерывное долголетие направлено не на развитие интеллектуальных потенций, не на постоянное обогащение знаний, а исключительно на продление чувственных удовольствий и накопление предметов роскоши — как это было у всех древних богов и легендарных царей? Ничего это не даст, кроме опустошения души и оскудения разума, умственного застоя и неизбежного старческого слабоумия. Представьте, вечно молодое тело и незнающее морщин лицо в сочетании со старческим маразмом — возможно ли более отвратительное явление? Вот вам и бессмертие. Вместо вечной блаженной жизни — несколько веков относительного покоя, а затем — психическая депрессия и умственная деградация, постепенная утрата человеческих качеств, безумие и возврат к животным инстинктам. В тех, в ком древние люди знали могучих самоуверенных богов, последующие поколения видели только диких оборотней-дэвов, от которых было единственное спасение — борьба.
Поднявшись до ледника, исследователи обнаруживают гигантскую пещеру-провал, внутри которой озеро, затопившее древний лабиринт помещений. Как утверждает Керн, именно это место описал Сюань-цзан. Путешественники догадываются о смысле спиральной надписи из треугольников: это схема ориентирования в лабиринте; светильник служит наглядным ключом к шифру. Добравшись до сердца лабиринта, исследователи подтверждают правоту древних мифов: разумные змееящеры — объективная реальность, продукт многих миллионов лет эволюции, которые создали специфическую технологическую цивилизацию, намного опередившую человеческую. Драконы умели концентрировать в своём организме и мгновенно использовать электрическую энергию, затем обуздав ядерные и внутриядерные силы и достигли власти над гравитацией. Они зависели от температуры окружающей среды: высокая цивилизация драконов началась с борьбы против пермского оледенения и погибла во время четвертичного ледникового периода. Драконам удалось сместить ось вращения планеты и подогревать океан внутрипланетным теплом, но это не остановило оледенения. Между двумя волнами наступления ледников обрели разум теплокровные приматы — появилось человечество. У драконов, беспомощных на просторах суши, появился проект развития людей и использования самых интеллектуальных особей для борьбы с ледниками. «…Все, кого мы знаем под именем богов, когда-то были людьми, тесно связанными со змееящерами. Скорее всего то были люди, которых мудрые драконы отбирали и подготавливали для работы во льдах. Сильные, отважные, многоумные — они на сотни и тысячи лет опередили своё время…» Однако даже взрыв целого континента — Антарктиды — не помог, и драконам пришлось смириться с неотвратимостью гибели.

### Эпилог
Действие эпилога относится к периоду максимального оледенения, когда драконы выжили в единственном искусственном Оазисе в океане и раз в триста лет принимают средство продления жизни, ибо их биологическая эволюция завершилась. Печальный дракон («какое-то незначительное отклонение в разрезе глаз, о котором сам змееящер даже не подозревал, придавал выражению его лица опечаленный вид») должен расследовать прекращение связи с Семнадцатым сектором Главного материка. Оказалось, что группа людей, воспитанных ящерами и оснащённых «летающими колесницами», злоупотребили эликсиром бессмертия, который оказывает на них сильнейшее наркотическое действие. Печального дракона встревожили последствия искусственного продления жизни, однако он уверен, что «если и суждено когда-нибудь погибнуть змееящерам, что ж — на земле останутся люди. Разум не может умереть. Разум должен жить!».

## Отличия изданий 1989 и 2006 годов
Издание полного текста повести 1989 года было оформлено иллюстрацией художницы М. А. Лукьянцевой, повторённой и в переиздании XXI века. «Ущелье Печального дракона» 1989 года включало две части по пять глав в каждой, и эпилог. В издании 2006 года разделение было снято, поскольку «Ущелье…» само по себе составило вторую часть книги о драконах. В изданиях 1989 и 2006 года отличался зачин: если в варианте перестроечных лет главный герой томится разгрузкой археологического материала, «накопанного приазовской экспедицией», а Керн находит главного героя непосредственно на товарной станции, то в версии 2006 года этнограф страдает от скуки на ненужном ему конгрессе по вопросам Океании в «Питере», а уже затем его отправили в раскалённую от солнца Одессу принимать грузы, превратив учёного в счетовода. Керна навязывает главному герою его научный руководитель в московском институте. В версии 2006 года Керн после войны репатриировался в Германию и является профессором Йенского университета. В редакции XXI века отчётливее представлено, что цивилизация драконов имела прародиной Арктиду — Гиперборею.

## Критическое восприятие

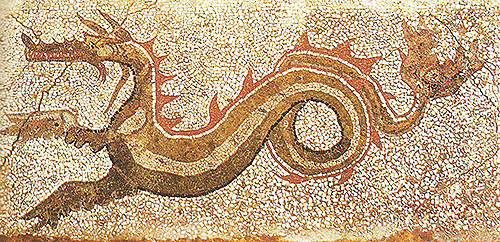
Дракон. Античная мозаика из Каулонии

### «Фантастика-81»
Сокращённая версия повести, увидевшая свет в сборнике «Фантастика-81» издательства «Молодая гвардия», упоминалась в отзыве критика А. Белорусца. Рассматривая сборник в контексте научной фантастики, обозреватель отмечал, что в литературном измерении «физические законы условны и любая предложенная автором идея хороша, если не противоречит законам художественным», цитируя известный афоризм Нильса Бора. Повесть «Ущелье печального дракона» признаётся удовлетворяющей (хотя бы на первый взгляд) соотношению жанра и величины вымысла. Даже идея высокоразвитой цивилизации ящеров с гравиталётами и эликсиром молодости, которая предшествовала человечеству, в принципе, не противоречит палеонтологической картине мира, ибо «что там было с драконами, они [палеонтологи] пока и сами толком не решили». Однако собственно литературная реализация сколь угодно смелой гипотезы признана неудовлетворительной. «…Большая литература и литература посредственная, — не определимы чёткими формулами, но различаются вполне точно. Поэтому, чтобы перейти от одного уровня к другому, высшему, всё-таки нужна, думается, некая неделимая сумма качеств — своеобразный квант художественности». Критик К. Милов также сетовал на снижение литературного уровня сборников «Фантастика» в 1980-е годы, отмечая, что когда-то каждый из них становился событием, «праздником для читателя», тогда как в дальнейшем произошла деградация. Критик также задавался вопросом, что заставляло писателей «гнать» своих героев из современности в далёкое прошлое, что, отчасти, объяснял и воздействием примера западной фантастики того времени. «Ущелье Печального дракона» отдельно Миловым не рассматривалось.

### Эзотерика В. Н. Дёмина в критике В. А. Шнирельмана
Историк В. А. Шнирельман саркастически писал, что В. Н. Дёмин до начала 1990-х годов «занимался атеистическим воспитанием студентов и борьбой с буржуазной философией», что не мешало увлечению поисками «снежного человека» и писанию научной фантастики. Впоследствии он перешёл к эзотерической тематике и исследованиям русского космизма. Дёмин использовал художественное творчество для пропаганды собственных гипотез и теорий. В начале 1970-х годов он заинтересовался проблемой реконструкции изначального праязыка, «древнейшего праязыка, который насчитывал не больше сотни-другой слов и который явился когда-то одним из решающих факторов превращения обезьяны в человека». В. Дёмин исходил из того, что одними из самых первых в праязыке появились указательные слова, связанные с жестами. Таким образом, во всех языках древнейшими основами личных местоимений, возникших из указательных слов, являются фонетические элементы «м» и «н», существующие как в чистом виде, так и в различных сочетаниях. Написанная автором статья «не получила движения», и её основные тезисы были включены в текст первой части повести «Ущелье Печального дракона». В 1998 году данная концепция была озвучена в интервью В. Н. Дёмина «Российской газете».
В дальнейшем направление мысли В. Н. Дёмина разворачивалось в сторону пропаганды «гиперборейского» или «арийского» наследия. Он исходил из общей для ряда авторов 1970—1980-х годов идеи, что славянство является «ядром» праиндоевропейцев, но истоки его коренятся ещё глубже в истории. Дёмина интересовал и вопрос древнейших взаимоотношений индоевропейцев с семитами, которые начались, согласно его мнению, в палеолитические времена. «Доказательством» могла выступать русская сказка о Курочке Рябе. Для Дёмина вообще характерно использование современного фольклора или современных народных обрядов и ритуалов для того, чтобы восстановить историю многотысячелетней давности. Ему свойственен механистический подход, в соответствие с которым культурные элементы, сложившиеся тысячелетия назад, обладали абсолютным консерватизмом, игнорируя исследования глубины народной памяти, и того, что фольклор является результатом развития цивилизации. Например, современные бушмены Ботсваны и Намибии утратили память об изготовлении каменных орудий и фактах, что их собственные предки использовали их менее ста лет назад. В. Н. Дёмин разделял гипотезу индийского журналиста П. Н. Оака, который доказывал, что «летающие колесницы и огненные стрелы», упоминаемые в эпосе «Махабхарата», свидетельствуют о наличии в Древней Индии летательных аппаратов и даже ядерного оружия. Об этом прямо написано в «Ущелье Печального дракона». Дёмин с энтузиазмом возрождал концепцию «циркумполярной культуры», что в значительной степени пересекалось с построениями Г. Горбигера.
В 1990-е годы Дёмин отождествил прародину индоевропейцев с Гипербореей. Рассматривая подобного рода построения, В. Шнирельман назвал Дёмина дилетантом, который не обладал «даже элементарными знаниями о сравнительно-историческом языкознании», археологии и древней истории, что не мешало ему создавать фантастические картины переселений хорошо известных историкам народов. Всё это кардинально противоречит научным данным, но увязывается с построениями писателей-эзотериков, в том числе «патриотической» направленности. При этом В. Н. Дёмин не отделял себя от научной среды и отсутствие признания специалистов немало его беспокоило. С методологической точки зрения, построениям В. Дёмина были присущи (при предельном дилетантизме) гипермиграционистский и моноцентристский подходы, полностью игнорирующие возможности конвергентного развития культур. Он следовал априорной концепции, для «доказательства» которой отбирались только те аргументы, которые данной концепции удовлетворяют. Писания Дёмина могут характеризоваться его сторонниками как «альтернативная историография».

## Издания
- Дёмин В. Ущелье Печального дракона (фантастическая повесть, печатается в сокращении) // Фантастика-81 / Сост.: А. Кузнецов, Ю. Медведев. — М. : Молодая гвардия, 1981. — С. 11—52. — 352 с. — 150 000 + 100 000 (доп. тираж) экз.
- Дёмин В. Ущелье Печального дракона (историко-фантастический роман) // Ущелье Печального дракона. Научная фантастика: роман, рассказ, повесть : Издание осуществлено за счёт средств автора / В. Дёмин. — М. : Изд. «Прометей» МГПИ им. В. И. Ленина, 1989. — С. 3—128. — 188 с. — 3000 экз.
- Дёмин В. Ущелье Печального дракона (историко-фантастический роман) // Драконы. Миф и реальность / В. Дёмин. — М. : ГРАНД: Фаир-Пресс, 2006. — С. 296—473. — 480 с. — 2600 экз. — ISBN 5-8183-1044-2.

### Комментарии
1. ↑  Псевдоним литературного критика, переводчика, кандидата филологических наук Нины Мартиевны Чемодановой, в первом браке — Кубатиевой, во втором замужестве — Коптюг[44][45].